# Mount Jimmy Simpson
Mount Jimmy Simpson är ett berg i Kanada.   Det ligger i provinsen Alberta, i den centrala delen av landet, 3 000 km väster om huvudstaden Ottawa. Toppen på Mount Jimmy Simpson är 2 957 meter över havet, eller 252 meter över den omgivande terrängen. Bredden vid basen är 1,9 km.
Terrängen runt Mount Jimmy Simpson är bergig åt nordost, men åt sydväst är den kuperad. Trakten runt Mount Jimmy Simpson är nära nog obefolkad, med mindre än två invånare per kvadratkilometer.. Det finns inga samhällen i närheten. 
Trakten runt Mount Jimmy Simpson består i huvudsak av gräsmarker.